# Pierre-Emerick Aubameyang
Pierre-Emerick Emiliano François Aubameyang [pjɛʁ ɛməʁik obaməjɑ̃ɡ] (* 18. Juni 1989 in Laval, Frankreich) ist ein gabunischer Fußballspieler. Zur Zeit steht er bei Olympique Marseille unter Vertrag. Der Stürmer, der auch die französische und die spanische Staatsbürgerschaft besitzt, ist Rekordtorschütze der gabunischen Nationalmannschaft und der Europa League.

## Vereinskarriere

### AC Mailand und Leihgeschäfte
Aubameyang begann seine fußballerische Laufbahn in Frankreich und wechselte im Januar 2007 in die Jugendabteilung des AC Mailand, bei dem zu dieser Zeit auch sein Bruder Willy in der ersten und zweiten Mannschaft spielte. 2007 war er Teil des Kaders, der beim Champions Youth Cup 2007 den vierten Platz belegte. Dort gewann der damals 18-Jährige die Roberto-Bettega-Trophäe als bester Torschütze des Turniers.
Er begann seine Profikarriere 2008 beim AC Mailand und wurde sogleich – über einen Leihvertrag für die Saison 2008/09 – zum französischen Zweitligisten FCO Dijon abgegeben. Am 1. August 2008 (1. Spieltag) debütierte er bei der 1:3-Niederlage im Auswärtsspiel gegen den RC Lens; sein erstes Ligator markierte er am 22. August 2008 (4. Spieltag) beim 2:1-Sieg im Heimspiel gegen den FC Tours mit dem Treffer zum 1:0 in der 65. Minute. Für Dijon absolvierte er 34 Ligaspiele, in denen er acht Tore erzielte.
In der Saison 2009/10 wurde er in die Ligue 1 verliehen und sammelte beim OSC Lille Spielpraxis. Er war jedoch kein Stammspieler und kam auf eine Bilanz von 14 Ligaspielen und zwei Toren. In der Europa League stand er siebenmal auf dem Feld. Das Team schied schließlich im Achtelfinale gegen den FC Liverpool aus. Der Verein besaß eine Kaufoption, die jedoch nicht genutzt wurde.
Die Saison 2010/11 verbrachte Aubameyang daraufhin zum dritten Mal als Leihspieler. Er wurde für ein Jahr zum AS Monaco abgegeben, womit er erneut in der Ligue 1 spielte. Erstmals wurde er am 7. August 2010 in der Liga eingesetzt. Hier bestritt er 23 Pflichtspiele, davon 19 in der Liga. In zwei Partien war er als Torschütze erfolgreich. Zum Saisonende kehrte er zum AC Mailand zurück.

### AS Saint-Étienne

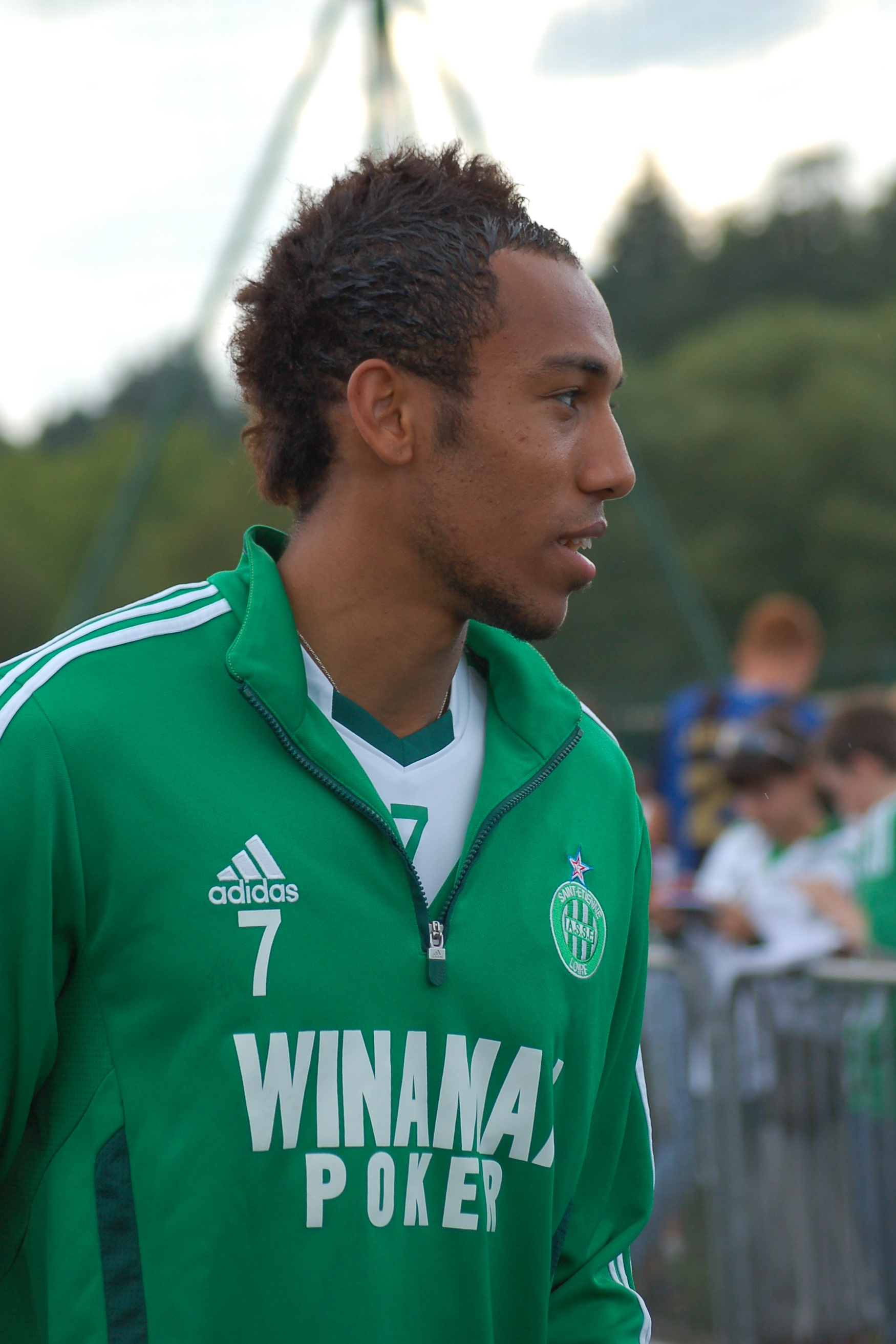
Aubameyang (2011)

Im Januar 2011 wechselte er – erneut auf Leihbasis – zum Ligakonkurrenten AS Saint-Étienne. Sein Pflichtspieldebüt gab er am 7. August 2011, als er gegen Girondins Bordeaux auch sein erstes Tor erzielte. In Saint-Étienne stand er in allen 19 Hinrundenpartien auf dem Platz und erzielte dabei sechs Treffer. So nahm der Klub im Dezember 2011 die Option der dauerhaften Vertragsbindung wahr. Aubameyang erzielte während der gesamten Saison 2011/12 16 Treffer in 36 Spielen.
In der Saison 2012/13 verbesserte er seine Torquote nochmals und beendete die Spielzeit als zweitbester Torschütze der Liga. In 37 Spielen hatte er 19 Treffer erzielt. Mit dem französischen Ligapokal gewann er seinen ersten Titel als Profi.

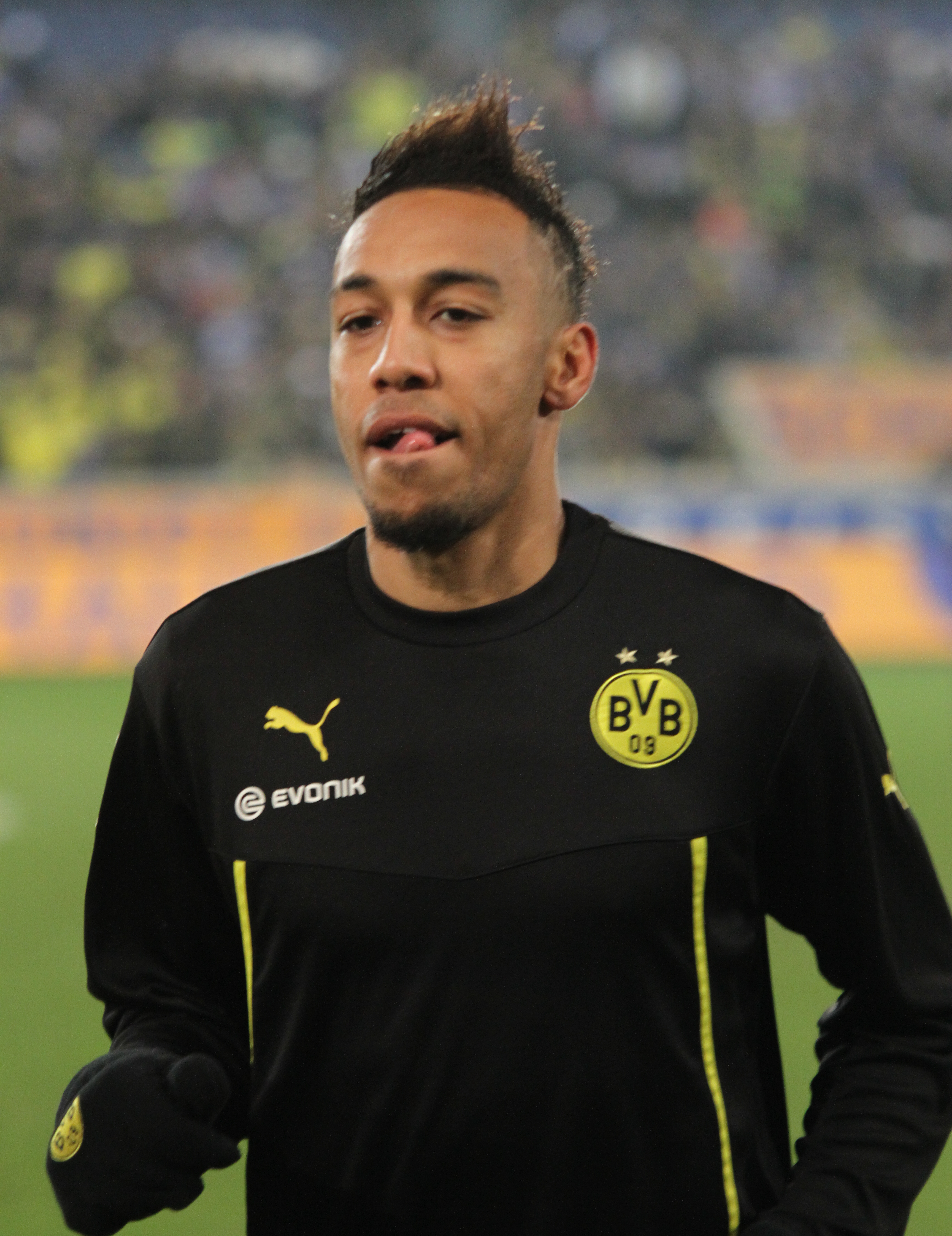
Aubameyang (2014)

### Borussia Dortmund
Nach der Saison hatte er Angebote verschiedener großer Vereine vorliegen. Unter anderem hatten Newcastle United, Bayer 04 Leverkusen und Borussia Dortmund Interesse an einer Verpflichtung. Er entschied sich für einen Wechsel nach Dortmund und unterschrieb dort im Juli 2013 einen bis 2018 befristeten Vertrag. In seinem Bundesliga-Debüt am 10. August 2013 wurde er von Beginn an eingesetzt und erzielte beim 4:0-Auswärtssieg gegen den FC Augsburg drei Tore. Damit ist er der erste gabunische Spieler und Torschütze in der Bundesliga und der erste Dortmunder Spieler, der bei seinem Pflichtspiel-Debüt drei Tore erzielte. In der Saison 2015/16 erzielte er als erster Spieler der Bundesliga in den ersten acht Saisonspielen jeweils mindestens einen Treffer. Im Januar 2016 wurde er als erster Bundesligaspieler zu Afrikas Fußballer des Jahres gewählt. In der Saison 2016/17 wurde Aubameyang mit 31 Saisontoren Torschützenkönig in der Bundesliga und schoss das entscheidende Tor zum DFB-Pokalsieg gegen Eintracht Frankfurt.
Ab Mitte 2017 wurde medial über den Willen Aubameyangs, Borussia Dortmund verlassen zu wollen, berichtet. So wurde u. a. über mögliche Wechsel zu Paris Saint-Germain, dem AC Mailand und Tianjin Quanjian spekuliert. Nachdem ein Wechsel in der Sommer-Transferperiode nicht zustande gekommen war, blieb er beim BVB und verlängerte im Dezember seine Vertragslaufzeit bis zum 30. Juni 2021. In den Wochen vor seinem Wechsel zum FC Arsenal wurde Aubameyang nach Disziplinlosigkeiten und schlechten Trainingsleistungen für die Bundesliga-Spiele gegen den VfL Wolfsburg und Hertha BSC von seinem Trainer Peter Stöger nicht berücksichtigt. Nachdem Karlheinz Wild, Chefreporter des Kicker, das Verhalten Aubameyangs in der Fußball-Talkshow Kicker.tv als „Affenzirkus“ bezeichnet hatte, fasste Aubameyang dies als rassistische Beleidigung auf und verfasste ein entsprechendes Posting auf Instagram. Wild entschuldigte sich daraufhin für seine missverständliche Wortwahl; Aubameyang löschte anschließend sein Posting. Bei seinem Wechsel entschuldigte er sich für sein Verhalten der letzten Wochen mit den Worten:

„Zuerst einmal sorry für alles, was im letzten Monat geschehen ist. Aber ich wollte schon letzten Sommer wechseln […] Vielleicht war es nicht der beste Weg […], aber jeder weiß, dass Auba verrückt ist – und ja, ich bin ein verrückter Junge, hahahaha!“

Die Geschehnisse rund um Aubameyangs Wechsel sorgten für eine öffentliche Debatte über das als unausgeglichen empfundene Machtverhältnis zwischen Fußballprofis und Vereinen. Kritisiert wurde eine mangelnde Vertragstreue der Spieler und das Potential der Spieler, durch Fehlverhalten Transfers zu erpressen.

### FC Arsenal
Am 31. Januar 2018 wechselte Aubameyang in die Premier League zum FC Arsenal. Mit einer Ablösesumme in Höhe von 63,75 Mio. Euro wurde er zum bis dahin teuersten Neuzugang in der Geschichte des Vereins. Erstmals kam er am 26. Spieltag der Premier-League-Saison 2017/18 beim 5:1 über den FC Everton zum Einsatz, wo er das 4:0 erzielte. In seinem ersten Jahr für die Gunners steuerte der Gabuner insgesamt 26 Tore in 43 Pflichtspielen bei. Im Frühjahr 2019 erhielt er für seine 22 Treffer in der Saison 2018/19 gemeinsam mit Mohamed Salah und Sadio Mané (beide FC Liverpool) die Auszeichnung des besten Torschützen der Premier League.
Anfang November 2019 ernannte Cheftrainer Unai Emery den Stürmer zum neuen Mannschaftskapitän als Nachfolger seines abgesetzten Teamkameraden Granit Xhaka. Dieses Amt bekleidete Aubameyang bis Dezember 2021, als er es wegen eines Disziplinarverstoßes wieder abgeben musste. Gleichzeitig wurde er vom Teammanager Mikel Arteta bis auf Weiteres aus dem Kader der Gunners gestrichen.
Sein Vertrag war zu diesem Zeitpunkt noch bis zum 30. Juni 2023 datiert. Im Februar 2022 wurde der Vertrag jedoch einvernehmlich aufgelöst.

### FC Barcelona
Nach seiner Vertragsauflösung wechselte Aubameyang in die spanische Primera División zum FC Barcelona. Der 32-Jährige unterschrieb einen Vertrag bis zum 30. Juni 2025, der eine Ausstiegsklausel in Höhe von 100 Millionen Euro enthält. In seinem dritten Liga-Spiel erzielte der Gabuner seine ersten drei Tore und verhalf den Katalanen zu einem Auswärtssieg gegen den FC Valencia. Unter seinem Trainer Xavi war Aubameyang den Rest der Saison gesetzt und erzielte 13 Tore in insgesamt 23 Pflichtspielen. Zwei Tore davon erzielte er unter anderem in seinem einzigen El Clásico und verhalf seiner Mannschaft so zu einem nennenswerten 4:0-Sieg gegen den Erzrivalen. Dennoch beendete der FC Barcelona die Saison titellos, in der Liga wurden die Katalanen nur Vizemeister hinter Real Madrid, nachdem man bereits gegen Eintracht Frankfurt in der Europa League ausgeschieden war.
Nachdem sich der Verein daraufhin im Sommer mit Robert Lewandowski prominent verstärkt hatte, verlor Aubameyang zu Beginn der Saison 2022/23 seinen Stammplatz. In den ersten drei Ligaspielen reichte es lediglich zu einem achtminütigen Kurzeinsatz.

### FC Chelsea
Nach einem halben Jahr in Spanien kehrte Aubameyang am 1. September 2022, dem letzten Tag der Transferperiode, nach London zurück und schloss sich für eine Ablösesumme in Höhe von 12 Millionen Euro dem FC Chelsea an. Er unterschrieb einen bis zum 30. Juni 2024 laufenden Vertrag und traf kurzzeitig auf den Cheftrainer Thomas Tuchel, mit dem er von 2015 bis 2017 in Dortmund zusammengearbeitet hatte. Wenige Tage später wurde Tuchel entlassen; Aubameyang hatte unter ihm ein Pflichtspiel absolviert.

### Olympique Marseille
Im Sommer 2023 kehrte er zurück in die Ligue 1 zu Olympique Marseille, dort unterschrieb er einen bis 2026 datierten Vertrag. Nach einem Jahr verließ er den Verein jedoch bereits wieder.

### Saudi-Arabien
Im Juli 2024 wechselte er zu Al-Qadisiyah nach Saudi-Arabien und unterschrieb dort einen Vertrag bis 2026.

### Rückkehr nach Marseille
Nach einem Jahr kehrte er zu Olympique Marseille zurück und unterschrieb dort einen Vertrag bis 2027.

## Nationalmannschaft

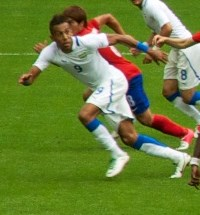
Aubameyang mit der gabunischen Nationalelf (2012)

Gemeinsam mit seinem Bruder Willy wurde Pierre-Emerick Aubameyang 2009 erstmals in die A-Nationalmannschaft Gabuns berufen. Im Spiel gegen die Nationalmannschaft Marokkos gab er sein Debüt und steuerte ein Tor zum 2:1-Sieg bei. Für die gabunische Auswahl kam er sowohl beim Afrika-Cup 2010 (drei Gruppenspiele) als auch beim Turnier in Gabun 2012 zum Spieleinsatz. Dort erzielte er je ein Tor in den drei Gruppenspielen. Im Viertelfinale, das mit 4:5 im Elfmeterschießen gegen die Nationalmannschaft Malis verloren wurde, verschoss er.
Aubameyang gehörte dem gabunischen Aufgebot bei den Olympischen Spielen 2012 in London an. Er nahm 2017 mit der Nationalmannschaft an der in Gabun ausgetragenen Afrikameisterschaft teil, erzielte in den ersten beiden Gruppenspielen jeweils ein Tor und schied nach dem dritten Gruppenspiel aus dem Turnier aus.
Im Mai 2022 trat Aubameyang zunächst aus der Nationalmannschaft zurück, kehrte allerdings kurz darauf wieder in die gabunische Nationalelf zurück und war bereits im Rahmen der Afrika-Cup Qualifikation erneut als Kapitän im Einsatz. Seitdem läuft Aubameyang auch weiterhin regelmäßig für das Nationalteam Gabuns auf.

## Sonstiges
Pierre-Emerick ist der jüngere Bruder von Willy und Catilina Aubameyang, beide ebenfalls Fußballprofis. Sein Vater Pierre Aubame ist ein ehemaliger gabunischer Fußballprofi, seine Mutter ist Spanierin. Aubameyang spricht neben Französisch auch fließend Italienisch und Englisch sowie Spanisch und Deutsch. Er besitzt drei Staatsangehörigkeiten: die gabunische durch seinen Vater, die spanische durch seine Mutter und die französische durch seinen Geburtsort.
Er ist bekannt für seine ausgefallenen Frisuren und Kleidung, empfindet sich aber nicht als der „schrille, extrovertierte Mensch“, als der er wahrgenommen werde. Seine Tore feiert Aubameyang oft mit einem Vorwärtssalto.
Am 26. März 2016 veröffentlichte das Musiklabel „Africa Jungle“ das Lied „Aubameyang“ von drei französischen Rappern, darunter Soolking und sein jüngerer Bruder Felix. Im Video dazu treten Aubameyang selbst und sein Mannschaftskamerad Marco Reus auf.
Mit seiner Lebensgefährtin hat er zwei Kinder.

## Spielweise
Zu Aubameyangs größten Stärken zählt sein enormer Antritt. Er gilt als einer der schnellsten Spieler im Weltfußball und benötigte nach eigener Aussage in seiner Zeit beim AC Mailand für die ersten 30 Meter lediglich 3,75 Sekunden. Offensiv kann er auf verschiedenen Positionen eingesetzt werden, unter anderem auf den offensiven Außenbahnen und auf der Mittelstürmerposition. Zu seinen Stärken gehört zudem seine Treffsicherheit.

## Titel und Auszeichnungen

### Vereine
Frankreich
- Ligapokalsieger: 2013 (AS Saint-Étienne)

Deutschland
- Pokalsieger: 2017 (Borussia Dortmund)
- Supercupsieger (2): 2013, 2014 (beide Borussia Dortmund)

England
- Pokalsieger: 2020 (FC Arsenal)
- Supercupsieger: 2020 (FC Arsenal)

Spanien
- Meister: 2023 (FC Barcelona)

### Persönliche Auszeichnungen
- Afrikas Fußballer des Jahres: 2015
  - Zweiter (2): 2014, 2016
  - Dritter (2): 2017, 2018
- VDV-Spieler der Saison: 2015/16
- Kicker-Stürmer des Jahres: 2017
- Torschützenkönig der Bundesliga: 2017 (31 Treffer)
  - Zweiter: 2016 (25)
  - Dritter: 2015 (16)
- Torschützenkönig der Premier League: 2018/19 (22 Treffer)
- Mitglied der VDV 11 (2): 2015/16, 2016/17
- Einstufung als Weltklasse in der Rangliste des deutschen Fußballs (3): Winter 2015/16, Winter 2016/17, Sommer 2017
- Revier-Fußballer des Jahres: 2015[44]
- BVB-Spieler der Saison (2): 2014/15,[45] 2015/16
- Bester afrikanischer Spieler der Ligue 1: 2012/13[46]
- Spieler des Monats der Ligue 1 (4): Februar 2012, Oktober 2012, Februar 2013 und Dezember 2023
- Torschützenkönig der UEFA Europa League: 2023/24 (10)

### Rekorde
- Erfolgreichster afrikanischer Torschütze innerhalb einer Bundesligasaison (31 Treffer)
- Erfolgreichster ausländischer Torschütze des BVB in einer Bundesligasaison[47] (31 Treffer)
- Meiste aufeinanderfolgende Spiele mit mindestens einem Tor ab Saisonbeginn (8 Treffer) (2015/16)
- Erfolgreichster UEFA Europa-League Torschütze aller Zeiten (34 Treffer)

## Statistik
Stand: 6. Juni 2023. Der Pokal ist in Frankreich die Coupe de France, in Deutschland der DFB-Pokal, in England der FA Cup und in Spanien die Copa del Rey.
| Saison  | Mannschaft          | Liga             | Spiele (Tore) | Spiele (Tore) | Spiele (Tore)     |
| Saison  | Mannschaft          | Liga             | Liga          | Pokal         | Europa            |
| ------- | ------------------- | ---------------- | ------------- | ------------- | ----------------- |
| 2008/09 | FCO Dijon           | Ligue 2          | 34 0(8)       | 2 (0)         | –                 |
| 2009/10 | OSC Lille           | Ligue 1          | 14 0(2)       | 0 (0)         | 07 (0) EL         |
| 2010/11 | AS Monaco           | Ligue 1          | 33 0(4)       | 1 (0)         | –                 |
| 2011/12 | AS Saint-Étienne    | Ligue 1          | 36 (16)       | 0 (0)         | –                 |
| 2012/13 | AS Saint-Étienne    | Ligue 1          | 37 (19)       | 3 (2)         | –                 |
| 2013/14 | Borussia Dortmund   | Bundesliga       | 32 (13)       | 5 (2)         | 09 (1) CL         |
| 2014/15 | Borussia Dortmund   | Bundesliga       | 33 (16)       | 4 (5)         | 08 (3) CL         |
| 2015/16 | Borussia Dortmund   | Bundesliga       | 31 (25)       | 4 (4)         | 10 (8) EL         |
| 2016/17 | Borussia Dortmund   | Bundesliga       | 32 (31)       | 4 (2)         | 09 (7) CL         |
| 2017/18 | Borussia Dortmund   | Bundesliga       | 16 (13)       | 1 (3)         | 06 (4) CL         |
| 2017/18 | FC Arsenal          | Premier League   | 13 (10)       | –             | –                 |
| 2018/19 | FC Arsenal          | Premier League   | 36 (22)       | 1 (1)         | 12 (8) EL         |
| 2019/20 | FC Arsenal          | Premier League   | 36 (22)       | 2 (4)         | 06 (3) EL         |
| 2020/21 | FC Arsenal          | Premier League   | 29 (10)       | 1 (1)         | 08 (3) EL         |
| 2021/22 | FC Arsenal          | Premier League   | 14 0(4)       | 0 (0)         | –                 |
| 2021/22 | FC Barcelona        | Primera División | 17 (11)       | –             | 06 (2) EL         |
| 2022/23 | FC Barcelona        | Primera División | 01 0(0)       | –             | –                 |
| 2022/23 | FC Chelsea          | Premier League   | 15 0(1)       | –             | 06 (2) CL         |
| 2023/24 | Olympique Marseille | Ligue 1          | 34 (17)       | 2 (1)         | 13 (10)13 (10) EL |